# Битва под Янковом
Битва под Янковом (нем. Schlacht bei Jankau) — одна из самых кровопролитных битв Тридцатилетней войны, произошедшая 6 марта 1645 года в южной Богемии, у деревни Янков (ныне район Бенешов, Чехия, в 50 км юго-восточнее Праги), между армиями Швеции и Священной Римской империи. В шведских источниках в качестве даты сражения указывается дата по юлианскому календарю — 24 февраля.

## Военная ситуация
Командующий шведскими войсками маршал Леннарт Торстенссон, намереваясь принудить императора Фердинанда III к миру, решил начать наступление на его наследственные владения, рассчитывая на сотрудничество своих союзников — Ракоци, князя Трансильвании, и французов, которые должны были наступать на Рейне. С этой целью в январе он сосредоточил свою армию в 16 тысяч солдат, в том числе 6100 пехотинцев и 80 орудий, а затем переправился через Крушные горы и направился на юг, пройдя вглубь Богемии.
Имперский маршал Мельхиор фон Гацфельдт с 18-тысячной армией и 24 орудиями преградили путь шведам 26 февраля у Гораждёвице, у переправы через реку Отава. В этих условиях Торстенссон отказался от трудной переправы и двинулся на северо-восток, переправился через Влтаву ниже устья Отавы и направился к Моравии. Вечером 5 марта Гацфельдт, наступая параллельно через Табор, преградил путь шведам под Янковом.

## Ход сражения
Две армии двинулись в бой параллельно по обе стороны долины с крутыми склонами на расстоянии 3 километров друг от друга. Торстенссон решил до рассвета обойти противника с юга. Этот маневр стал совершенно неожиданным для имперской армии. Командующий левым крылом императорской армии Иоганн фон Гётцен был вынужден вступить во встречный бой, который Гацфельдт усилил пехотой из центра и баварской кавалерией под командованием Иоганна фон Верта с правого крыла. Огонь шведской артиллерии заставил Гетцена и баварцев отступить, а затем и всю армию Гацфельдта.
В перерыве в боях Гацфельдт двинул свою армию на 4 км севернее, перпендикулярно прежней позиции, чтобы обеспечить отход к Праге. Левое крыло имперской армии, которым теперь командовал Верт, было прикрыто лесом. На правом крыле, защищенном долиной, располагались остатки Гетцена, а центр стоял за холмом, на котором стояли мушкетеры. На этой позиции Гацфельдт намеревался переждать ночь или вести оборонительный бой, в котором он имел бы преимущество. За это время Торстенссон построил шведскую армию на расстоянии 1,5 километров параллельно основной линии имперских войск.
Расположенные на холме имперские войска некоторое время успешно обороняли свои позиции, но в конечном итоге шведская атака привела к захвату холма, возвышавшегося над полем боя. Это стало угрожать левому крылу имперских войск. 
Это побудило крылья имперской армии атаковать. Поскольку действия обоих крыльев не были скоординированы, их атака не принесла ожидаемых результатов. Правое крыло империи потерпело полное поражение, а левое дало отпор шведам и перешло в контратаку. Императорская конница разгромила шведское правое крыло и, ворвавшись в шведский лагерь, стала его грабить. 
Задержка позволила Торстенссону организовать контратаку: приказав артиллерии открыть огонь, он вызвал замешательство в рядах императорской конницы, а затем провел атаку, полностью уничтожившую её. Пехота, стоявшая в центре, не могла долго продержаться под огнем шведской артиллерии и сдалась вместе с командующим.
Имперские войска потеряли 4000 человек убитыми (включая Иоганна фон Гетцена) и ранеными и 4500 пленными (включая Гацфельдта), а все орудия противника попали в руки шведов. Потери шведов составили 2000 человек.
Победа была одержана главным образом благодаря личным способностям командира Леннарта Торстенссона, а также благодаря тактическим навыкам и манёвренности шведской артиллерии.